# Orbiniella minuta
Orbiniella minuta är en ringmaskart som beskrevs av Francis Day 1954. Orbiniella minuta ingår i släktet Orbiniella och familjen Orbiniidae. Inga underarter finns listade i Catalogue of Life.